# Gachī Gerd
Gachī Gerd (persiska: گچی گرد, كِچی گِرد, كَچی گِرد) är en ort i Iran.   Den ligger i provinsen Kurdistan, i den nordvästra delen av landet, 300 km väster om huvudstaden Teheran. Gachī Gerd ligger 1 722 meter över havet och antalet invånare är 160.
Terrängen runt Gachī Gerd är platt åt sydost, men åt nordväst är den kuperad.Runt Gachī Gerd är det ganska tätbefolkat, med 58 invånare per kvadratkilometer. Närmaste större samhälle är Bageh Jān, 13,4 km väster om Gachī Gerd. Trakten runt Gachī Gerd består i huvudsak av gräsmarker.